# Andrés Bello
Pour les articles homonymes, voir Bello (homonymie) et Andrés Bello (homonymie).
Andrés de Jesús María y José Bello López (né à Caracas, Venezuela, le 29 novembre 1781 et mort à Santiago du Chili le 15 octobre 1865) est un écrivain, poète, philologue et éminent juriste vénézuélien et chilien, l'un des humanistes les plus importants d'Amérique du Sud qui a contribué à enrichir d'innombrables domaines de la connaissance de son époque.
Andrés Bello fut le professeur d'histoire et de cosmographie de Simón Bolívar.

## Biographie
Andrés Bello était le premier fils de l'avocat don Bartolomé Bello et d'Ana Antonia López, dont les parents descendaient de résidents des Îles Canaries. Il vit à Caracas jusqu’à l'âge de 29 ans. Il fait ses premières études à l’académie de Ramón Vanlosten, avant d'obtenir un diplôme de bachelier ès arts à l’université royale et pontificale de Caracas. Il rencontre à la même époque le scientifique Alexander von Humboldt. Étudiant en droit et en médecine, il apprend aussi le français et l’anglais, écrit des poèmes et fréquente le groupe littéraire de Francisco Javier Ustáriz (es). À 20 ans, il est nommé directeur adjoint du secrétariat de la capitainerie générale du Venezuela, avant de devenir en 1810 le chef du secrétariat aux Affaires étrangères. Il publie aussi une histoire du Venezuela et traduit L’Art d’écrire de Condillac.
À la suite de la révolution du 19 avril 1810, la junte suprême nouvellement au pouvoir envoie Andrés Bello, Simón Bolívar et Luis López Méndez en mission diplomatique à Londres. Bello y reste 19 ans. En mai 1814, il épouse Mary Ann Boyland, avec qui il aura trois enfants — dont le futur écrivain et homme politique Carlos Bello —, puis, après sa mort en 1821, il se remarie en 1824 avec Elisabeth Antonia Bunn. Son exil ne l'empêche pas d'être élu membre de l’Académie nationale de Bogota en 1826, puis d'être nommé consul général de Colombie à Paris en 1828. Il finit néanmoins par regagner son continent natal le 14 février 1829, s'installant à Valparaiso (Chili) : il habitera cette ville jusqu’à sa mort en 1865. Dès son arrivée, il est nommé officier supérieur du ministère des Finances. Outre ses activités d'éditeur et d'enseignant, il accède au poste de recteur du Colegio de Santiago. En 1834, il est aussi nommé haut fonctionnaire au ministère des Affaires étrangères, poste qu'il occupera jusqu'en 1852. Il est également élu sénateur de la République et le restera jusqu’à sa mort. 

## Hommages

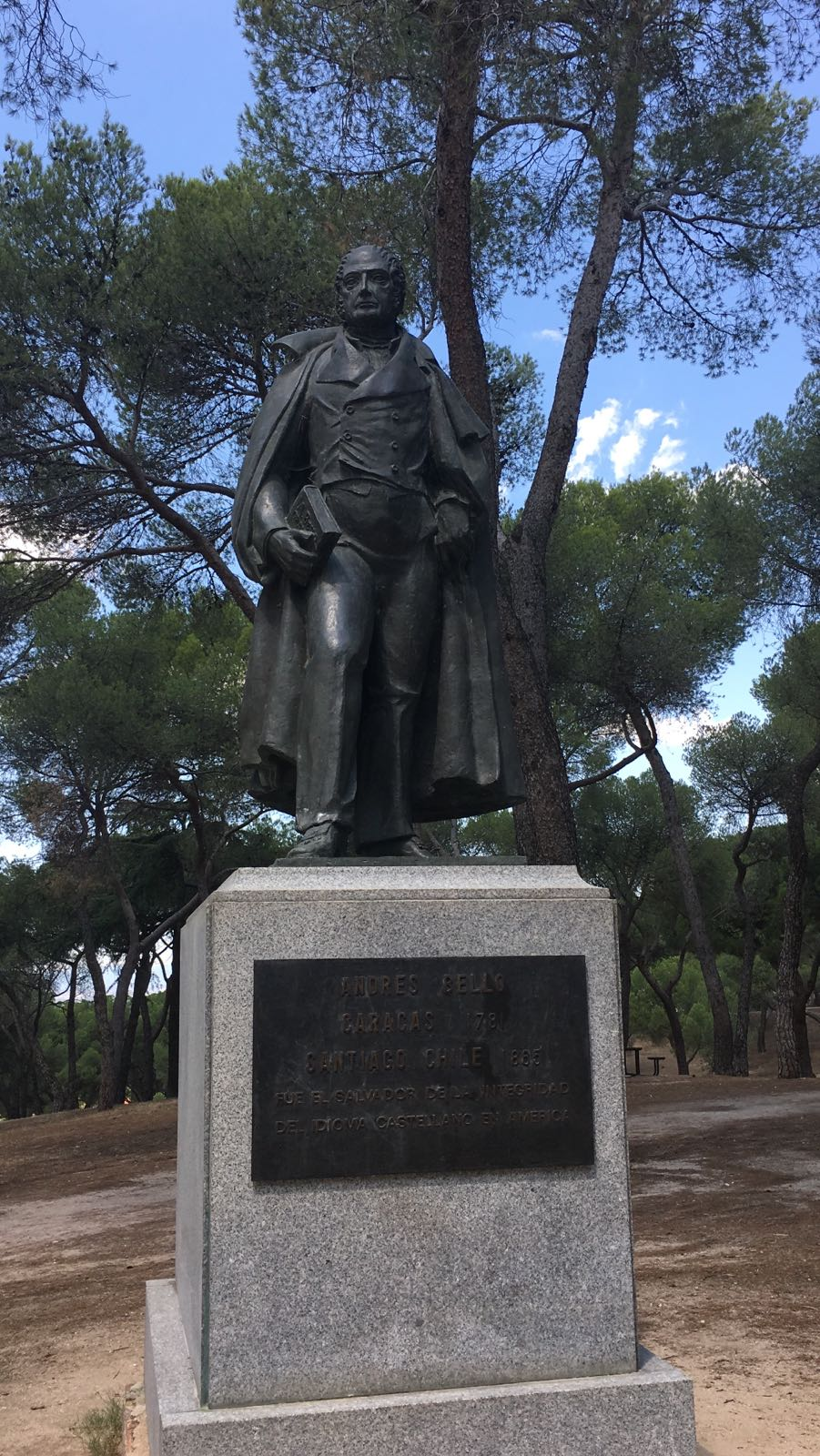
Statue d'Andrés Bello à Madrid (Espagne).

- En 1883, une ville colombienne adopta son nom de famille (la ville de Bello, à Antioquia ; jusque-là appelée Hatoviejo) à la demande d’un groupe de ses habitants, qui considéraient le nom de Bello comme « plus cultivé, plus approprié et plus digne du grand patriarche des lettres américaines ».
- En 1927, le Chili a institué la Journée du Livre, célébrée à l’anniversaire de sa naissance.
- Le 24 octobre 1953, l’Université catholique Andrés Bello a été fondée à Caracas, l’un des plus importants établissements privés d’enseignement supérieur du Venezuela.
- En 1957, l’Institut Caro y Cuervo de Colombie a créé son unité d’enseignement appelée « Centre Andrés Bello », à la suite de la résolution XX de la dixième Conférence interaméricaine de Caracas. Par la suite, le Centre a adhéré à l’Accord Andrés Bello de l’Organisation des États américains pour la création d’un espace culturel commun en Amérique latine. Actuellement, sous le nom de « Faculté du Séminaire Andrés Bello », il continue d’offrir une formation de troisième cycle dans les domaines de la linguistique, de la littérature, des études éditoriales, de l’espagnol comme L2 / langue étrangère et de l’écriture créative.
- Entre 1959 et 1999 a existé la Radio Andrés Bello, consacrée à la musique savante. Aujourd’hui, c’est FM Dos, de Radio Ibéro-américaine Chili.
- Le 15 octobre 1965, le Congrès vénézuélien a créé la décoration de l’Ordre Andrés Bello, qui récompense des personnalités exceptionnelles dans le domaine de l’éducation, de la recherche scientifique, de la littérature et des arts.
- En 1970, la Convention Andrés Bello, une organisation internationale pour l’intégration éducative, artistique et scientifique entre les pays d’Amérique latine, est entrée en vigueur.
- Le 29 novembre 1981, à l’occasion du bicentenaire de sa naissance, un cénotaphe a été inauguré en son honneur au Panthéon national de Caracas, pour avoir été l’un des intellectuels les plus éminents de Caracas et pour ses efforts en tant que diplomate pour la cause de l’indépendance vénézuélienne.
- En 1988, une université privée du Chili adopte son nom, l’actuelle Universidad Nacional Andrés Bello.
- En décembre 1990, au Salvador, l’Université Dr Andrés Bello a été fondée en son honneur. L’université a commencé ses activités en février 1991 à San Salvador, la capitale du pays. Il a maintenant étendu sa couverture à quatre des 14 départements salvadoriens.
- À la fin du xxe siècle, il a été représenté d’abord sur le billet de 50 puis sur le billet de 2000 bolivars au Venezuela et sur les billets de 20 000 pesos au Chili.
- En 2008, l’Université du Chili a créé un magazine en son honneur appelé « Bello Público » (Bello Público) dans lequel des sujets d’intérêt humain sont discutés
- Depuis 2014, le journal britannique The Economist publie une chronique sur les questions latino-américaines, intitulée Bello.

## Œuvres
La production d'Andrés Bello est importante. Pendant les presque vingt années que Bello vécut à Londres (1810-1829), il consacra une grande partie de son temps à l’étude et à la recherche, notamment dans l’ancienne bibliothèque du British Museum. Dans son travail, il a utilisé 13 livrets qu’il a remplis de notes et de transcriptions de ses lectures. « Étant donné que Bello a utilisé certaines de ces notes dans des œuvres publiées ultérieurement, les carnets sont d’une importance particulière pour établir la chronologie précise de son développement intellectuel». Cependant, il s’agit de notes personnelles qui doivent être considérées comme des documents de travail. En 2017, les professeurs Tania Avilés et Iván Jaksić ont publié les carnets pour la première fois dans une édition très complète, la seule à ce jour :
- Cuadernos de Londres, Santiago du Chili, Editorial Universitaria, 2017. 902 p.  (ISBN 978-956-11-2557-5)

Eduardo Zambrano Colmenares dit de sa poésie : "Cette poétique relève de l’esthétique néoclassique, comme on peut l’apprécier dans ses compositions littéraires écrites et publiées à Londres (1823-1826) ; mais elle constitue en outre un projet unificateur tout comme sa pensée scientifique, humaniste et politique".
Parmi ses œuvres principales ; une grammaire Gramática de la lengua castellana. Il est aussi le rédacteur du Code civil chilien  (qui servit de base à la législation civile de nombreux pays hispano-américains dont le Code civil argentin de Dalmacio Vélez Sarsfield et le projet inachevé d'Esboço de Código Civil d'Augusto Teixeira de Freitas au Brésil. Il est l'initiateur de la réforme orthographique chilienne adoptée dans plusieurs pays hispanophones au XIXe siècle. Il écrit par ailleurs des articles pour la presse, et notamment pour le journal officiel El Araucano entre 1840 et 1860.

### Éditions des œuvres complètes de Bello
- Œuvres complètes de Don Andrés Bello, Santiago du Chili : Volumes I-XIII, Imp. Peter G. Ramirez, 1881-1890 ; volumes XIV-XV, Cervantes Press, 1891-1893 ; (1881-1893), 15 vol. Les volumes III et V à XI sont introduits par Miguel Luis Amunátegui ; tomes XII à XV par Miguel Luis Amunátegui Reyes.
  - I. Philosophie de l’entendement. Logique.
  - II. Poème du Cid.
  - III. Poèmes.
  - IV. Grammaire de la langue espagnole
  - V. Livrets grammaticaux.
  - VI. Brochures littéraires et critiques.
  - VII. Brochures littéraires et critiques.
  - VIII. Traités littéraires et critiques.
  - IX. Dépliants juridiques.
  - X. Droit international.
  - XI. Projet de Code civil.
  - XII. Projet de Code civil (1853)
  - XIII. Projet inédit du code civil.
  - XIV. Traités scientifiques.
  - XV. Divers
- Obras completas, Caracas : Fundación La Casa de Bello, 1981-1986, 26 vols.
  - I. Poèmes.
  - II. Brouillons de poésie.
  - III. Philosophie de l’entendement et autres écrits philosophiques.
  - IV. Grammaire de la langue espagnole destinée à l’usage des Américains.
  - XVIII. Questions juridiques et sociales. (Vol. XV de la première édition de Caracas)
  - XIX. Textes et messages du gouvernement (Vol. XVI de la première édition de Caracas)
  - XX. Travaux au Sénat du Chili (Discours et écrits) (Vol. XVII de la première édition de Caracas)
  - XXIII. Sujets d’histoire et de géographie. (Vol. XIX de la première édition de Caracas)
  - XXIV. Cosmographie et autres écrits de vulgarisation scientifique. (Vol. XX de la première édition de Caracas)
  - XXV. Épistolaire
  - XXVI. Épistolaire

### Poèmes
- El romance a un samán (Caracas).
- À un artiste (Caracas).
- Ode à l’Anauco, 1800.
- Ode au vaccin, 1804.
- Tirsis habitant le Tage ombragé, 1805.
- Les Sonnets de la Victoire de Bailén, 1808.
- Au vaisseau (imitation d’Horace), 1808.
- Discours à la poésie, Londres, 1823.
- El incendio de la Compañía (chant élégiaque), Santiago du Chili, Imprenta del Estado, 1841.
- L’agriculture dans la zone torride

### Travail juridique
- Principes du droit des gens, Santiago du Chili, Imprenta de La Opinión, 1832 ;il a eu une seconde édition, corrigée et augmentée, destinée à l’usage des Américains, sous le titre Principes de droit international, Valparaíso, Imprenta de El Mercurio, 1844. (1873)
- Compendium (Santiago du Chili, 1850).
- Projet de Code civil Santiago du Chili, Imprenta Chilena, 1853, 4 vol.
- Projet de Code de commerce, Santiago du Chili, 1853.
- Code civil de la République du Chili. Santiago du Chili, Imprenta Nacional, 1856.
- Code civil colombien. Bogota, 1887.

### Critique littéraire
- Brochures littéraires et critiques, publiées dans divers journaux de 1834 à 1849, Santiago du Chili : B.I.M. Editores, 1850.
- Compendium de l’histoire de la littérature, par don Andrés Bello, écrit pour l’enseignement de l’Institut national, Santiago du Chili, Imprenta Chilena, 1850.
- Histoire de la littérature ancienne.
- Arte de escribir con proprio, composé par l’abbé Condillac, traduit du français et arrangé en espagnol, Caracas, Tomás Antero, 1824.
- l’autre belle.
- Critique d’Homère.
- Critique d’Ovide.
- Critique d’Horace.

### Philosophie
- La sociologie de la beauté
- Philosophie de l’entendement, manuscrit. Il existe des éditions modernes : Philosophie de l’entendement et autres écrits philosophiques, prologue de Juan David García Bacca et Philosophie de l’entendement, (introduction de José Gaos), Mexique : FCE, 1948. Egalement dans le volume I de Obras completa de don Andrés Bello, Santiago du Chili, Imp. par Pedro G. Ramírez, 1881.
- Philosophie morale (psychologie mentale et éthique).
- Logique.

### Théâtre
- Venezuela Consolada (1805), drame.

### Histoire et géographie
- Cosmographie ou description de l’univers selon les dernières découvertes, Santiago du Chili, Imprenta de La Opinión, 1848.
- Resumen de la Historia de Venezuela (Caracas, 1810).
- Traité de cartographie métrique.

### Linguistique, grammaire et rhétorique
- Grammaire de la langue castillane destinée à l’usage des Américains, Santiago du Chili, Imprenta del Progreso, 1847.
- Grammaire de la langue latine, Santiago du Chili, Imprenta de La Opinión, 1838.
- Analyse idéologique de l’époque de la conjugaison castillane, Valparaíso, Imprenta de M. Rivadeneyra, 1841.
- Principes de l’orthologie et de la métrique de la langue castillane, Santiago du Chili, Imprenta de La Opinión, 1835.
- Indications sur la commodité de la simplification et de la normalisation de l’orthographe en Amérique (en collaboration avec Juan García del Río). Londres : American Library, vol. I, pp. 50-62 (1823).
- Étude sur le poème du Cid (1816).
- Étude sur la Chronique de Turpin (1816).
- Esquisse de la grammaire castillane.
- Etude de la racine de toutes les sciences relatives au langage.
- Silva à l’agriculture de la zone torride, publié dans l’American Repertory en 1826.
- Enseñanza del Castellano a los Chilenos 1865, Santiago (Mort pendant la pièce).

### Traductions
- Mateo Boyardo, Orlando amoureux, 1860.

- Victor Hugo, Prière pour tous, 1843.
- Michel Nostradamus, Les prophéties de Nostradamus, 1841.
- Michel Nostradamus, Testament de Nostradamus, 1841.
- Alexandre Dumas, Thérèse ; drame en prose en cinq actes, d’Alexandre Dumas, traduit en espagnol et arrangé par Don Andrés Bello ; représenté pour la première fois à Santiago, en novembre 1839, Santiago du Chili, Imprenta del Siglo (Galerie dramatique chilienne ; Recueil de pièces originales et traduites dans le pays), 1846.
- Arte de escribir con proprio, composé par l’abbé Condillac, traduit du français et arrangé en espagnol, Caracas, Tomás Antero, 1824.

### Divers
- Mis deseo (Caracas).
- Le Venezuela consolé et l’Espagne restaurée (Caracas).
- Calendrier manuel et guide universel des étrangers au Venezuela pour l’année 1810, avec la permission supérieure, Caracas, Gallagher et Lamb Press, 1810 ; il existe une édition en fac-similé dans Pedro Grases, El primer libro impreso en Venezuela, Caracas, Ediciones del Ministerio de Educación, Dirección de Cultura y Bellas Artes, 1952.
- Discours d’inauguration de D. Andrés Bello, recteur de Santiago du Chili, Imprenta del Estado, 1842 [sic : 1843].